# Gerald Lee (1951)
Gerald Raymond Lee sr. (Boston, 21 marzo 1951) è un ex cestista e allenatore di pallacanestro statunitense naturalizzato finlandese.
Suo figlio Gerald Lee è anch'egli un cestista.

## Palmarès

### Giocatore
- Campionato finlandese: 2

Helsingin NMKY: 1983-84
UU-Korihait: 1989-90
- Coppa di Finlandia: 2

UU-Korihait: 1986-87, 1988-89

### Allenatore
- Koripallon I-divisioona: 1

UU-Korihait: 2002-03